# Matjaž Florjančič
Matjaž Florjančič, né le 18 octobre 1967 à Kranj (Yougoslavie), est un footballeur slovène, évoluant au poste d'attaquant. Au cours de sa carrière, il évolue à Rijeka, à la Cremonese, au Torino, à Empoli, à Fidelis Andria, à Alzano, à Crotone et à Pro Sesto ainsi qu'en équipe de Slovénie.
Florjančič marque un but lors de ses vingt sélections avec l'équipe de Slovénie entre 1992 et 1999.

## Biographie

### En club
Au cours de sa carrière en club, il dispute 144 matchs en Serie A italienne, pour 22 buts inscrits.

### En équipe nationale
Il reçoit 20 sélections en équipe de Slovénie (pour un but inscrit) entre 1992 et 1999.
Il joue deux matchs comptant pour les tours préliminaires de la coupe du monde 1998, contre la Grèce et contre le Danemark.

## Palmarès

### En équipe nationale
- 20 sélections et 1 but avec l'équipe de Slovénie entre 1992 et 1999

### Avec la Cremonese
- Vainqueur de la Coupe anglo-italienne en 1993